# Жеребецький Тарас Петрович
Тара́с Петро́вич Жеребе́цький (7 вересня 1987, м. Червоноград — 18 липня 2022, Спірне, Донецька область) — український військовик, сержант медичної роти 80-ї окремої десантно-штурмової бригади. Учасник російсько-української війни, який загинув у ході російського вторгнення в Україну в 2022 році.

## Життєпис
Народився 7 вересня 1987 в місті Червоноград, Львівська область. Проживав у Львові. Навчався в Українській академії друкарства. З юних років працював у сфері обслуговування барменом, звідки й дістав свій позивний.
Активний учасник Помаранчевої революції та Революції Гідності.
У 2014 році брав участь в АТО — в обороні Луганського аеропорту. Після демобілізації пішов працювати інженером на завод Fujikura. Останні роки був депутатом Львівської районної ради й головою фракції «Європейська солідарність».
Після повномасштабного вторгнення російських окупантів 24 лютого 2022 року Тарас знову взяв до рук зброю і долучився до ЗСУ. Воював у лавах 80-ї окремої десантно-штурмової бригади ЗСУ. Був командиром відділення вогневої підтримки.

## Нагороди
За свою службу воїн нагороджений такими відзнаками: «За оборону Луганського аеропорту», «За захист Батьківщини», «За участь в АТО», орденом «За мужність» ІІІ ступеня (2022) та орденом «За мужність» ІІ ступеня (посмертно).

## Загибель
Загинув поблизу селища Спірне Бахмутського району Донеччини. Рятуючи поранених побратимів з-під ворожих обстрілів, підірвався на міні. Нагороджений орденом «За мужність» II ступеня (посмертно). Залишилися дружина, син і донька.